# Ástio Mustelo
Ástio Mustelo (em latim: Astius Mustelus; 454-526) foi um nobre romano do final do século V e começo do século VI, ativo no Reino Vândalo da África Proconsular. Cristão, foi sepultado na Basílica de Amedara, em Bizacena, em dezembro de 526, quando faleceu aos 72 anos, o terceiro ano do reinado de Hilderico (r. 523–530). Segundo seu epitáfio, Ástio era flâmine perpétuo (flamen perpetuus).